# 河原毛

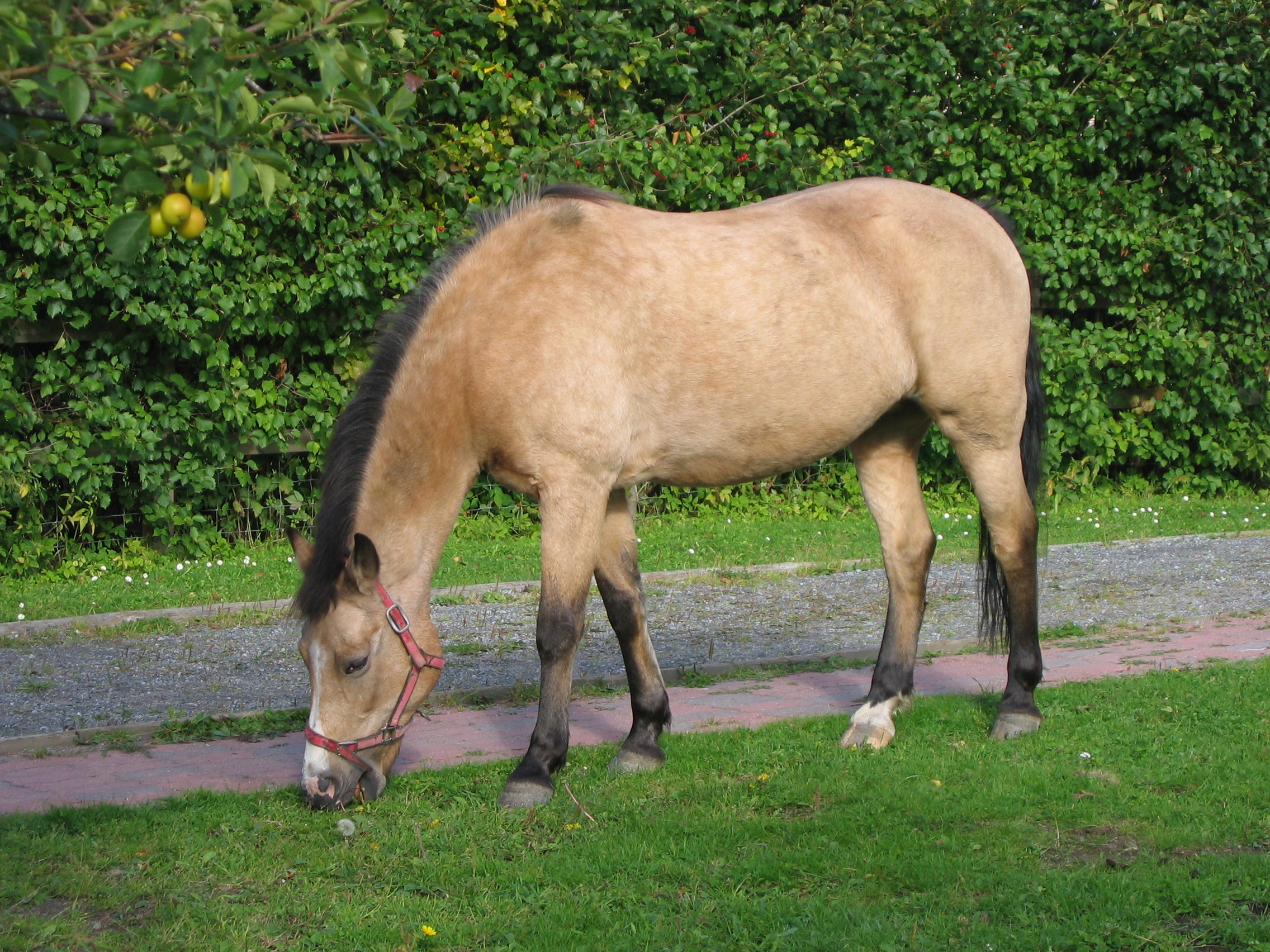
河原毛の馬

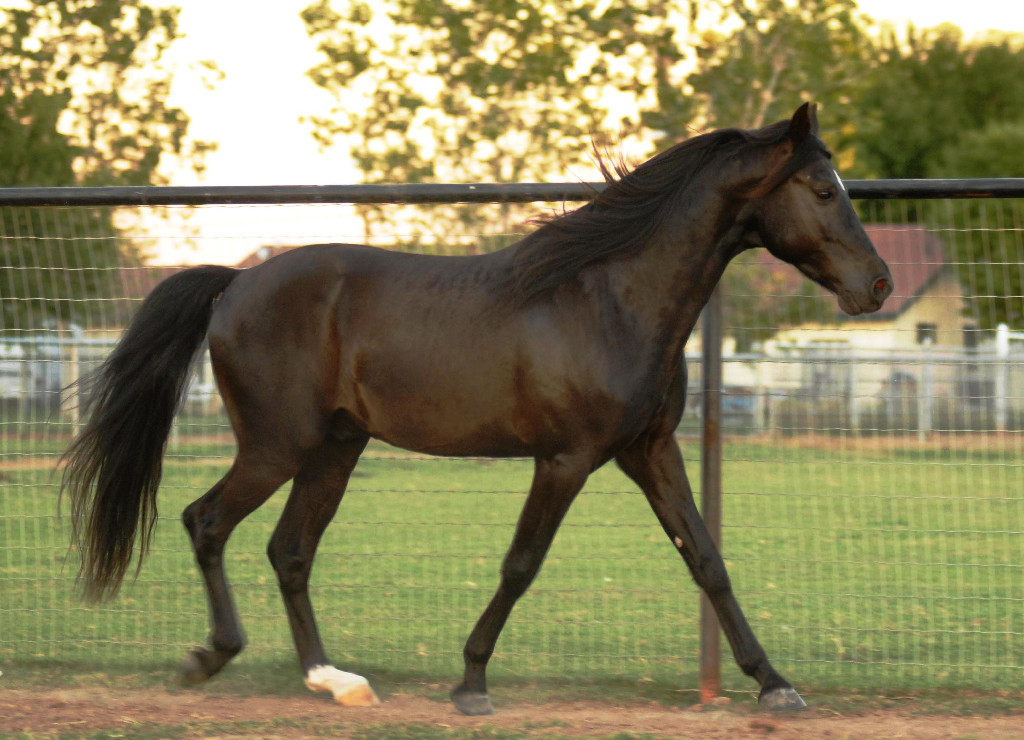
Smoky Black。青毛+クリーム様希釈遺伝子

河原毛（かわらげ、英: buckskin、羅: gilvus badius）とは、原毛色が鹿毛で、変異型MATP遺伝子（クリーム様希釈遺伝子）をヘテロで持つ馬が発現する毛色である。薄墨毛と混同されやすいが、別の遺伝子による。
関連する毛色にSmoky Blackがある。これは、原毛色が青毛、かつクリーム様希釈遺伝子をヘテロで持つ馬のことを言う。遺伝上は河原毛ではないが、日本馬事協会はこの毛色を定義していないため、河原毛または青鹿毛として登録されている馬の中に、この毛色を持つ馬が含まれている可能性がある。

## 特徴
黄褐色から亜麻色の被毛が特徴の毛色である。長毛及び四肢は黒い。サラブレッドやアラブといった軽種にはあまり見られない毛色であるが、クォーターホースや日本在来馬などでは、それほど珍しい毛色ではない。

## 遺伝型
この毛色の原因遺伝子は、変異型MATP遺伝子（クリーム様希釈遺伝子）である。河原毛はこの遺伝子をヘテロで持つ。これ以外の毛色関連遺伝子は鹿毛（野生型）と同じである。鹿毛は多量のエウメラニンと少量のフェオメラニンを持つが、クリーム様希釈遺伝子をヘテロで持つことでフェオメラニンが希釈され、このような毛色になっている。四肢や長毛が黒いのは鹿毛の特徴を引き継いでいる。
クリーム様希釈遺伝子については佐目毛参照。佐目毛は、クリーム様希釈遺伝子をホモで持つため、フェオメラニン、エウメラニン共に強力に希釈され、全身が薄い象牙色から白色になっている。